# 10297 Lynnejones
A 10297 Lynnejones (ideiglenes jelöléssel (10297) 1988 RJ13) a Naprendszer kisbolygóövében található aszteroida. Schelte J. Bus fedezte fel 1988. szeptember 14-én.

## Kapcsolódó szócikk
- Kisbolygók listája (10001–10500)